# Olapade Adeniken
Olapade Adeniken, född den 19 augusti 1969, är en nigeriansk före detta friidrottare som tävlade i kortdistanslöpning.
Adeniken var i final vid Olympiska sommarspelen 1992 både på 100 meter där han blev sexa och på 200 meter där han blev femma. Han vann silver på 200 meter vid VM för juniorer 1988. Vidare var han i VM-final i Tokyo 1991 på 200 meter (slutade femma) och på 100 meter vid VM i Göteborg 1995 (där han blev sjua). 
Under 1994 blev han den förste afrikan att springa 100 meter under 10 sekunder när han noterade tiden 9,95.
Adenikens främsta meriter har dock kommit som en del av Nigerias stafettlag på 4 x 100 meter. Vid Olympiska sommarspelen 1992 blev det tillsammans med Oluyemi Kayode, Chidi Imoh, Osmond Ezinwa och Davidson Ezinwa silver. Fem år senare, vid VM i Aten blev det åter silver, denna gång i lag med Ezinwa, Ezinwa och Francis Obikwelu.

## Personliga rekord
- 100 meter - 9,95
- 200 meter - 20,11